# Syngropia stictica
Syngropia stictica là một loài bướm đêm trong họ Crambidae.